# American Journal of Physical Anthropology
The American Journal of Physical Anthropology (с англ. — «Американский журнал физической антропологии») — рецензируемый научный журнал, принадлежащий американской ассоциации физической антропологии и публикуемый издательством John Wiley and Sons каждый месяц. Основан в 1918 году Алешом Хрдличкой, американским антропологом чешского происхождения.
Основная научная область журнала — физическая антропология, определённая в самом первом выпуске журнала самим Хрдличкой как «изучение расовой анатомии, физиологии и патологии». Изначальным издателем журнала был вистаровский институт.

## История
В 19-м и начале 20-го века антропология являлась частью более широкой области «научного расизма и евгеники». Алеш Хрдличка, основав журнал, сделал членом его редакционной коллегии известного специалиста по евгенике Чарлза Девенпорта и использовал свою связь с Мэдисоном Грантом, чтобы получить финансирование для издания. Хрдличка с большим подозрением относился к евгенике — в своём журнале он не допускал даже стандартные отклонения в течение всех 24 лет работы главным редактором. После его смерти журнал продолжил свою деятельность как печатный буклет Американской ассоциации физической антропологии, основанной Хрдличкой в 1930 году.

## Современная специализация
Современный журнал специализируется не только на физической антропологии (которая остаётся его основной областью знаний). Он публикует также исследования в областях палеонтологии человека, биомедицины, остеологии, анатомии, биологии, генетики, приматологии и судебной медицины.

## Импакт-фактор
В 2009 году журнал был избран специальной библиотечной ассоциацией как один из самых влиятельных журналов века в области биологии и медицины. По данным Journal Citation Reports его импакт-фактор на 2011 год составлял 2,824, что давало ему 6 место из 79 в категории «Антропология» и 23 место из 45 в области «эволюционная биология». Кроме того журнал является самым цитируемым изданием в области «антропология» на протяжении более чем 10 лет.